# 贝加莫主教座堂

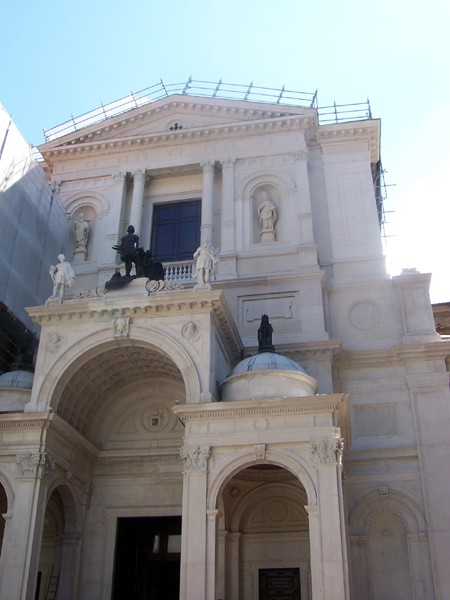
贝加莫主教座堂，新古典主义西立面

贝加莫圣亚历山大主教座堂 (義大利語：Duomo di Bergamo, Cattedrale di Sant'Alessandro)是天主教贝加莫教区的主教座堂，位于意大利贝加莫，供奉该市额主保圣人贝加莫的亚历山大。

## 历史
不迟于9世纪，在贝加莫有两个主教座堂：一个供奉圣亚历山大，建在他殉道的地点；另一个供奉圣味增爵，显然始建于伦巴第时代，在目前主教座堂的地点。15世纪中叶，主教重建圣味增爵主教座堂。1561年，威尼斯人出于军事原因拆除圣亚历山大主教座堂，因此只剩下一个主教座堂。在1697年8月18日，教宗诺森十一下令，该教区只设一个主教座堂，但是幸存的圣味增爵主教座堂改为供奉圣亚历山大。
1689年，该建筑由卡罗丰塔纳设计，进行改建。1889年，完成了新古典主义 西立面。

## 内部
该堂为拉丁十字平面。右侧第一个小堂为“圣本笃和圣人”（1524），左侧第一个小堂为“圣母子与圣人”（乔瓦尼•巴蒂斯塔莫罗尼，1576）。该堂还有“圣母子与两个斑鸠”等艺术品。

## 洗礼堂

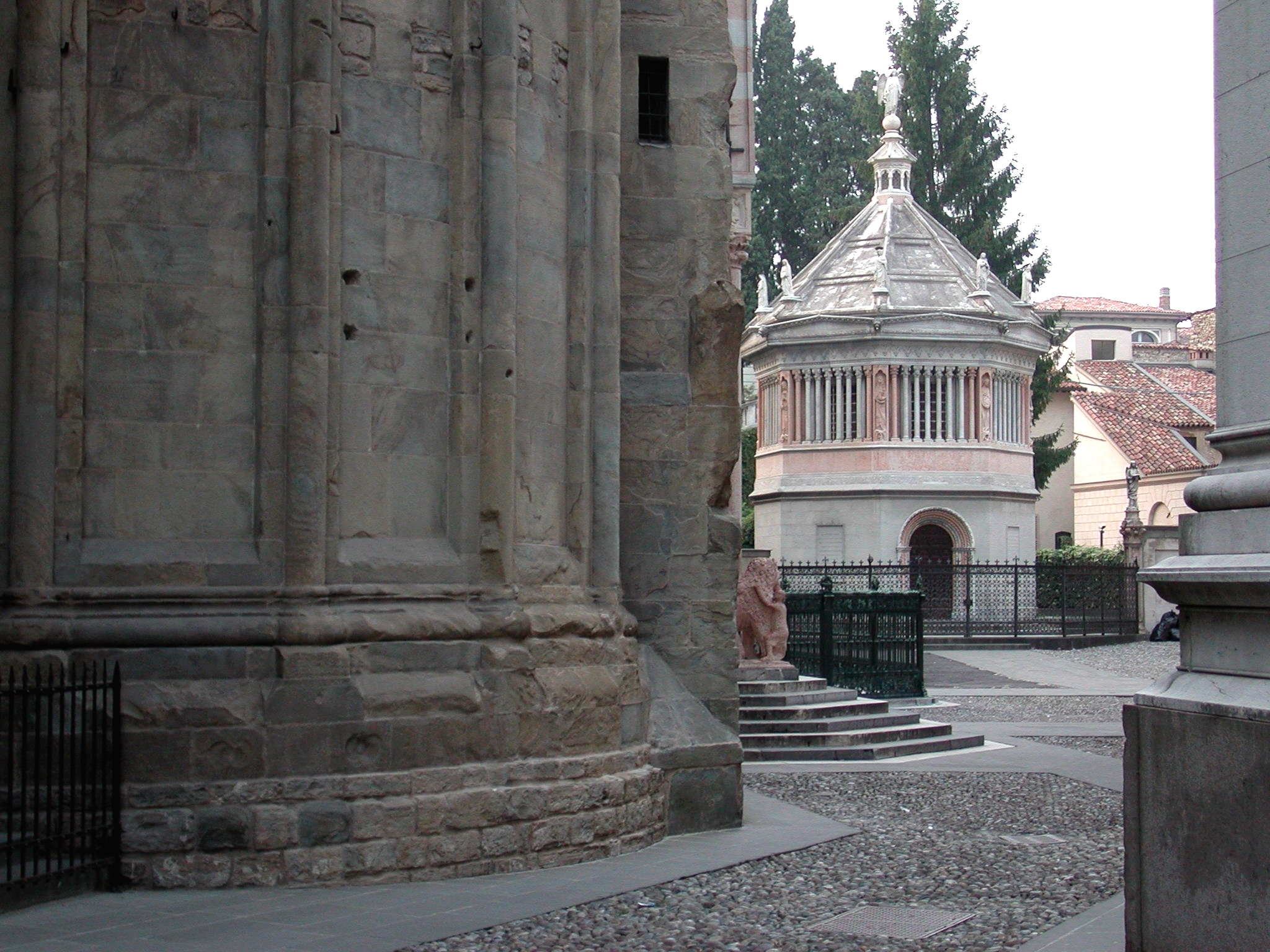
洗礼堂

附近矗立着八角形洗礼堂，于1340年为圣母圣殿而建。堂内是浮雕《基督生平》、圣若翰洗者雕像等。
上层有一圈柱廊，上面有8尊14世纪雕像。